# Battistero di Albenga
Il battistero di Albenga è un luogo di culto cattolico situato nel cuore del centro storico, nella piazzetta adiacente via Nino Lamboglia, nel comune di Albenga in provincia di Savona. La chiesa è ubicata tra l'edificio vecchio del Comune e la cattedrale di San Michele Arcangelo.

## Storia e descrizione

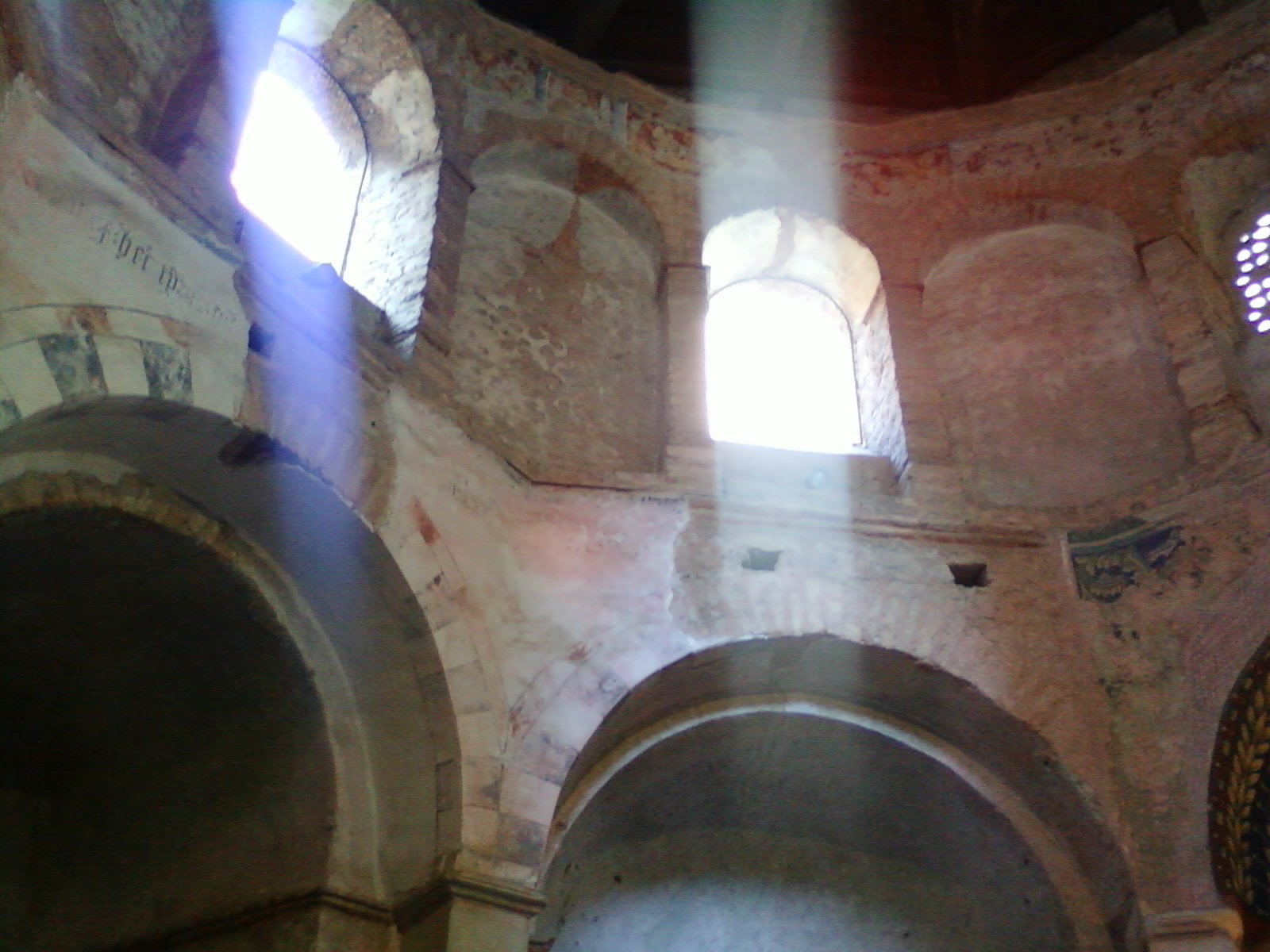
Interno cupola con tracce di affreschi quattrocenteschi

La struttura fa parte delle testimonianze dell'epoca storica tardo romana-alto medievale della città di Albenga e del suo vasto territorio e indica lo stretto legame che vi era all'epoca con la città di Milano. Per questi motivi il battistero è considerato uno dei monumenti paleocristiani più noti e conosciuti dell'Italia settentrionale.
Secondo alcune fonti la sua costruzione avvenne durante il rinnovamento architettonico e urbanistico voluto dal generale Costanzo III ai tempi dell'Impero romano, anche se l'ipotesi al momento più accettata è che la costruzione sia avvenuta tra la seconda metà del V secolo e la prima metà del VI secolo. Le fonti infatti potrebbero riferirsi ad un battistero ancora più antico le cui fondamenta sono state rinvenute alla fine del XX secolo lungo l'attuale sponda destra del Centa.
Si può accedere al battistero attraverso una scala posta sul lato verso la cattedrale di San Michele Arcangelo che permette la discesa al livello della città risalente al V secolo. La scala fu realizzata nel 2000, anno in cui il battistero tornò ad accogliere celebrazioni religiose. La costruzione si presenta esternamente a pianta decagonale - nella parte inferiore - e a pianta ottagonale nella zona superiore con arcate cieche e finestre centinate. La pianta decagonale inferiore è in realtà una pianta ottagonale con due angoli smussati per adattare la struttura alla viabilità dell'epoca.
L'interno è costituito infatti da otto lati con la presenza di sfondate nicchie quadrate e semicircolari, queste ultime affacciate all'esterno con finestre in arenaria traforata. Secondo alcuni studi su tali finestre, sembrerebbe che in origine esse si presentassero più allungate e solo nell'VIII secolo furono rialzate e chiuse da transenne in arenaria con decori tipici dell'arte longobarda. Gli archi sono sostenuti da pulvini parallelepipedi fungenti da mensole al di sotto dei quali si sviluppano colonne in pietra di Corsica, con capitelli in stile corinzio, che hanno solo funzione decorativa e non portante.
Sedici sono gli archetti che sorreggono l'ottagonale tamburo superiore, corrispondenti alle sottostanti nicchie e sostenuti da lesene. L'attuale copertura lignea della cupola è frutto della rivisitazione che compì l'architetto Alfredo d'Andrade nel XX secolo, che portò alla demolizione dell'originaria cupola credendo essa fosse un'opera rinascimentale e quindi non consona allo stato antico del battistero. Studi più approfonditi hanno stabilito che la demolita cupola era invece risalente al periodo tardo romano dove si utilizzò per la costruzione la tecnica della sistemazione delle anfore conglobate nella volta.

## Gli interni

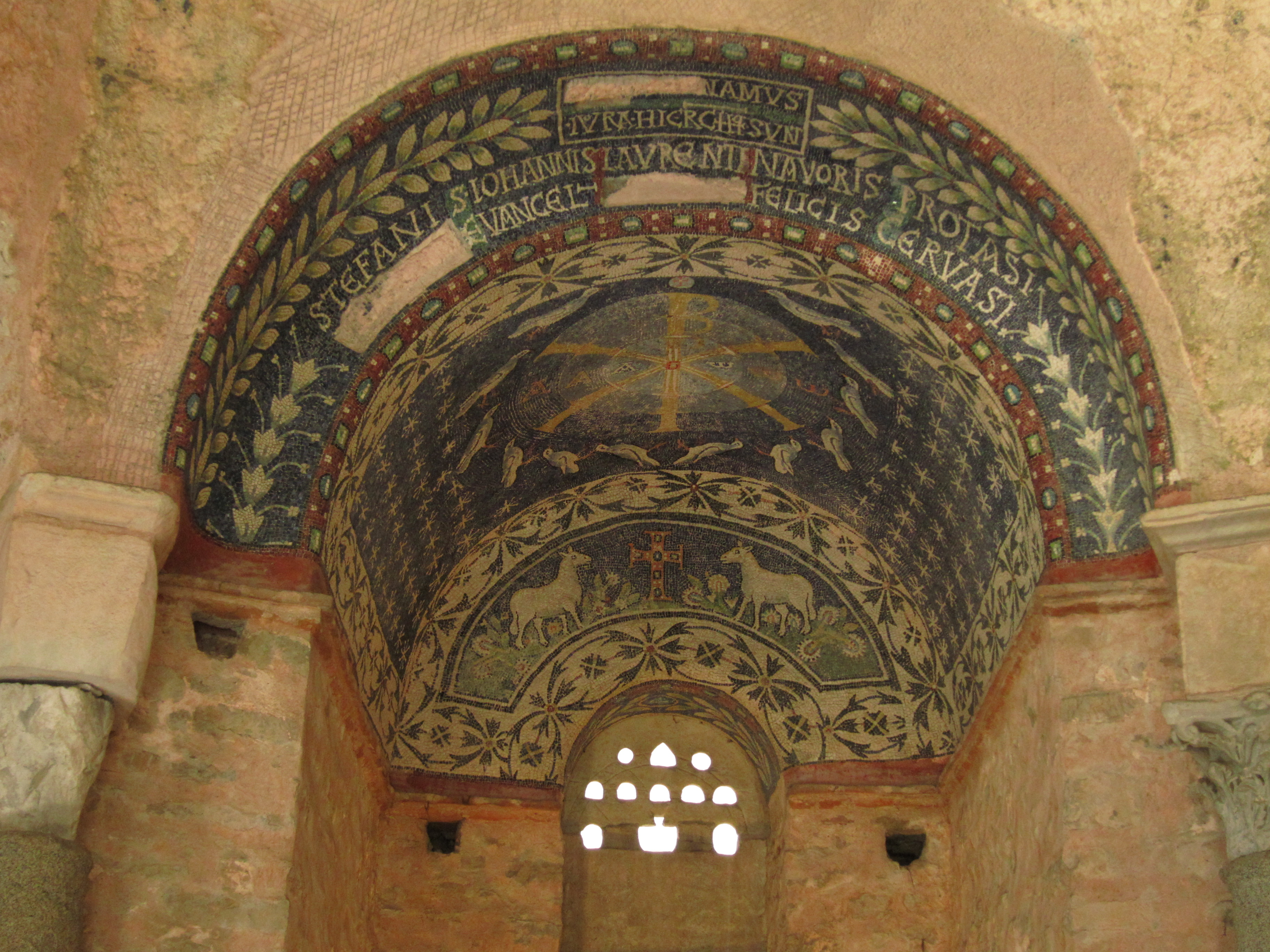
Nicchia con mosaico

L'interno del battistero conserva preziosi elementi tra cui due tombe ad arcosolio poste all'ingresso, quella di destra è un calco, l'originale, databile all'incirca al 750 e caratterizzato da decori tipici dell'arte longobarda, è conservata insieme ad altre lastre decorate coeve nel museo diocesano di Albenga.
Al centro della sala è presente l'originaria vasca ottagonale usata per il rito del Battesimo, mentre in due nicchie laterali sono invece conservati il fonte battesimale in marmo del XVI secolo e un altro di epoca medioevale su cui si intravede ancora un affresco ritraente il Battesimo di Gesù. Tracce di affreschi quattrocenteschi si notano ancora in alcuni tratti lungo le pareti.
Di fronte all'ingresso una nicchia presenta una decorazione a mosaico databile al VI secolo di grande interesse artistico e molto ben conservata. Il battezzando era tenuto ad immergersi nella vasca con lo sguardo rivolto verso tale nicchia, nella cui decorazione sono racchiusi molti simbolismi teologici. Il mosaico è dominato al centro dal monogramma di Gesù racchiuso in tre cerchi concentrici (simbolo della Santissima Trinità) riportanti ciascuno le lettere greche alfa e omega. Le lettere sono la prima e l'ultima dell'alfabeto greco e indicano inizio e fine ossia la totalità delle cose che è racchiusa in Dio, ove gli opposti/estremi coincidono. La ripetizione delle lettere in ciascun cerchio indica che tutte e tre le persone della Trinità sono Dio allo stesso modo. Il Monogramma di Cristo è circondato da dodici colombe che si dirigono verso un cerchietto con al centro una piccola croce rossa, simbolo antichissimo del mondo. La rappresentazione sta a ricordare i dodici apostoli inviati dal Cristo a predicare nel mondo e a battezzare nel nome del Padre, del Figlio e dello Spirito Santo. Da notare che la parola colomba, classico simbolo dello Spirito Santo, ha in greco un valore numerico di 801, lo stesso delle due lettere alfa e omega. Questo a sottolineare ulteriormente che gli apostoli avevano ricevuto il dono dello Spirito Santo che è Dio. Nella lunetta di fondo si notano due agnelli che si avvicinano alla croce gemmata e pascolanti su un prato fiorito (simbolo del Paradiso). Gli agnelli indicano probabilmente il popolo della vecchia alleanza (gli Ebrei) e quello della nuova alleanza (i Cristiani) i quali rivolgono lo sguardo alla croce, rappresentata in modo prezioso quale strumento di vittoria e di gloria. Sul frontone è invece riportata la dedica e i nomi di alcuni santi le cui reliquie erano probabilmente conservate nel pavimento. Lo sfondo del mosaico presenta un cielo stellato, con stelle a otto punte, circondato da una cornice di fiori di otto petali. Il numero otto ricorre frequentemente ad indicare l'ottavo giorno (domenica), dopo il settimo che era il sabato, in cui, secondo i fedeli, Cristo vinse la morte con la risurrezione.